# روفوس مالوري
روفوس مالوري (بالإنجليزية: Rufus Mallory)‏ هو محامي وسياسي أمريكي، ولد في 10 يناير 1831 في كوفنتري في الولايات المتحدة، وتوفي في 30 أبريل 1914 في بورتلاند في الولايات المتحدة. حزبياً، نشط في الحزب الجمهوري. وقد انتخب المدعي العام ‏ وانتخب عضو مجلس نواب أوريغون وانتخب عضو مجلس النواب الأمريكي.